# Inge Tielman
Inge Tielman (* 17. März 1931 in Tegal, Java, Niederländisch-Ostindien, als Ingeborg Tielman; † 27. Dezember 2015 in Den Haag) war eine niederländische Lyrikerin, Dramatikerin und Theatermanagerin.

## Leben und Wirken
Tielman wuchs mit ihren Geschwistern in Makassar auf, wo ihr Vater als Steuerbeamter für die niederländische Regierung arbeitete. Nach der japanischen Eroberung Javas 1942 wurde sie mit ihrer Mutter und ihren Schwestern im Frauenlager Kampili interniert, wo sie an den Sägen arbeiten musste, Hunger, Krankheiten und eine lebenslange Knieverletzung erlitt. Als das Lager 1945 befreit wurde, war sie sehr schwer an der Ruhr erkrankt. 1947 verließ sie mit ihrer Familie Niederländisch-Ostindien, um dann in Den Haag zu leben, wo sie die dortige höhere Bürgerschule besuchte.
Im Anschluss begann sie Niederländisch zu studieren, brach das Studium aber bald ab. Ab 1949 begann sie Gedichte zu schreiben und arbeitete als Telefonistin, Korrektorin, Schaufensterdekorateurin, Werbetexterin und Tänzerin. 1953 wurde sie Mitglied des Haager Kunstkreises. Ab 1955 nahm die Poesie einen immer größeren Platz in ihrem Leben ein. Sie las bei literarischen Veranstaltungen aus ihren eigenen Werken, trat in der AVRO-Hörfunksendung De Muze betrapt auf und veröffentlichte in Anthologien und Literaturzeitschriften wie Maatstaf. 1961 erschien ihr erster Gedichtband Leg je oor aan in der Windroos-Reihe von Ad den Besten. 1966 wurde in derselben Reihe ihr zweiter Gedichtband Deelbaar Licht veröffentlicht. In den Kritiken wurden ihre reife Eloquenz und ihre überraschenden Gedanken betont.
Daneben experimentierte Tielman mit anderen Kunstformen: 1965 wirkte sie an einer Collage aus Bildern, Ton und Worten des Künstlers Adrie Boon mit. 1966 gründete sie das Kabarettensemble Salvo: Für dieses schrieb sie die Texte, entwarf Plakate, trat selbst auf und führte Regie. Tielman blieb bis zu dessen Auflösung 1974 künstlerische und kaufmännische Leiterin des Salvo und holte dann Musiker, andere Theater- und Kabarettaufführungen und Filme auf die Bühne des Theaters In de Steeg, das sie fortführte.
Gemeinsam mit ihrer Lebenspartnerin Maria Carolina van Loon (die sie 2007 heiratete) eröffnete sie 1976 das Café De Malle Meid in der Mallemolen in Den Haag und 1979 das Restaurant ’t Malle Hapje, die sie neben dem Theater betrieb. 1983 wurde das Theater In de Steeg nicht mehr subventioniert und musste schließen. 1986 und 1987 verkauften van Loon und sie Café und Restaurant. Zwischen 1986 und 2010 leitete Tielman regelmäßig weitere Theatergruppen wie Vobeno und De Papegaai. Außerdem wurde sie künstlerische Leiterin des Haager Theaterrestaurants Goldmund. 1990 wirkte sie als Schauspielerin in einem Fernsehfilm mit. 2015 veröffentlichte sie einen weiteren Gedichtband, Mozaïek van Licht. Postum erschien 2016 Bewonder de zee als de liefde mit Tielmans gesammelter Lyrik und Prosa.

## Schriften
- Leg je oor aan (Haarlem 1961)
- Deelbaar licht (Haarlem 1966)
- Mozaïek van licht (Dordrecht 2015)
- Bewonder de zee als de liefde. Verzameld werk (Dordrecht 2016)